# Zawiadomienie (językoznawstwo)
Zawiadomienie – wypowiedzenie, które nie zawiera orzeczenia (czyli orzeczenia czasownikowego, orzeczenia imiennego lub formy zakończonej na -no, -to albo formy nieosobowej typu warto, można) i nie można go w jego obręb wprowadzić ani na podstawie kontekstu, ani sytuacji. Zawiadomieniami są najczęściej nagłówki prasowe (np. "Mundury dla dam", "Dzieci dzieciom"), tytuły książek (np. "Pan Tadeusz"), czasopism (np. "Głos Pomorza"), filmów (np. "Milczenie owiec"). Ze względu na krótkość, a zarazem dużą pojemność informacyjną używa się zawiadomień w notatkach i planach (konspektach).